# Tanalanacris dechappei
Tanalanacris dechappei är en insektsart som beskrevs av Marius Descamps och Wintrebert 1966. Tanalanacris dechappei ingår i släktet Tanalanacris och familjen gräshoppor. Inga underarter finns listade i Catalogue of Life.